# Symfonia życia
Symfonia życia (oryg. Mr. Holland’s Opus) – film z 1995 roku w reżyserii Stephena Hereka.

## Obsada
- Richard Dreyfuss – Glenn Holland
- Glenne Headly – Iris Holland
- Jay Thomas – Bill Meister
- Olympia Dukakis – Dyrektor Jacobs
- William H. Macy – Zastępca dyrektora Wolters
- Alicia Witt – Gertrude Lang
- Terrence Howard – Louis Russ

## Nagrody i nominacje
Oscary za rok 1995
- Najlepszy aktor – Richard Dreyfuss (nominacja)

Złote Globy 1995
- Najlepszy aktor dramatyczny – Richard Dreyfuss (nominacja)
- Najlepszy scenariusz – Patrick Sheane Duncan (nominacja)